# Közönséges gyöngyházlepke

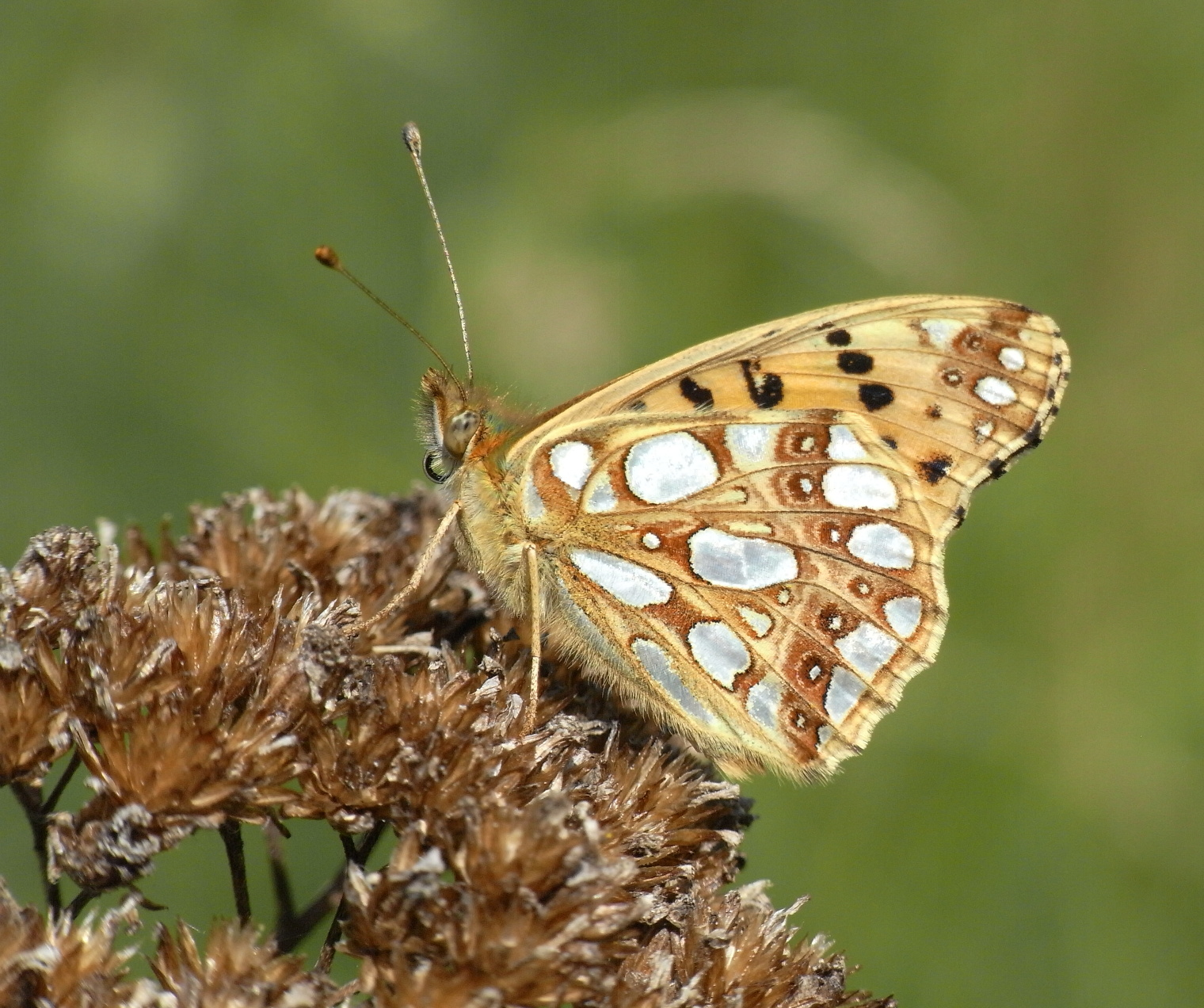

A közönséges gyöngyházlepke (vándor gyöngyházlepke, Issoria lathonia) a tarkalepkefélék (Nymphalidae) családjához tartozó helikonlepkék (Heliconiinae) alcsaládban az Issoria nem egyik faja. Neme (Issoriaa) a gyöngyházlepkék parafiletikus csoportjának tagja.

## Származása, elterjedése
Eurázsiában és Észak-Afrikában él; Magyarországon mindenütt előfordul.

## Megjelenése, felépítése
Szárnyainak fesztávolsága 42–50 mm – az első nemzedék valamivel kisebb a későbbieknél. A szárnyak alapszíne halványabb, illetve sötétebb vörösbarna. A szárnytő sárgás vagy vörösesbarna. Igen szabályos mintázata fekete pettyekből áll. Hátsó szárnya kiterjedtebben zöldes pikkelyekkel hintett; fonákján az ezüstszínű foltok igen nagyok, szinte összeérnek. A belső gyöngysor pettyei sötét rozsdabarna szalagban ülnek, és apró, ezüstös pupillájuk van. A rokon fajok közül egyiknek sincsenek ennyire fényes ezüstfoltjai.
Csápbunkója hirtelen kiszélesedik.
Szürkésfekete hernyójának sárgás hátvonalai finoman osztottak. Oldalait fekete foltsor és elmosódott, barnássárga vonalkák díszítik. Áltüskéi téglapirosak, az arca feketésbarna.

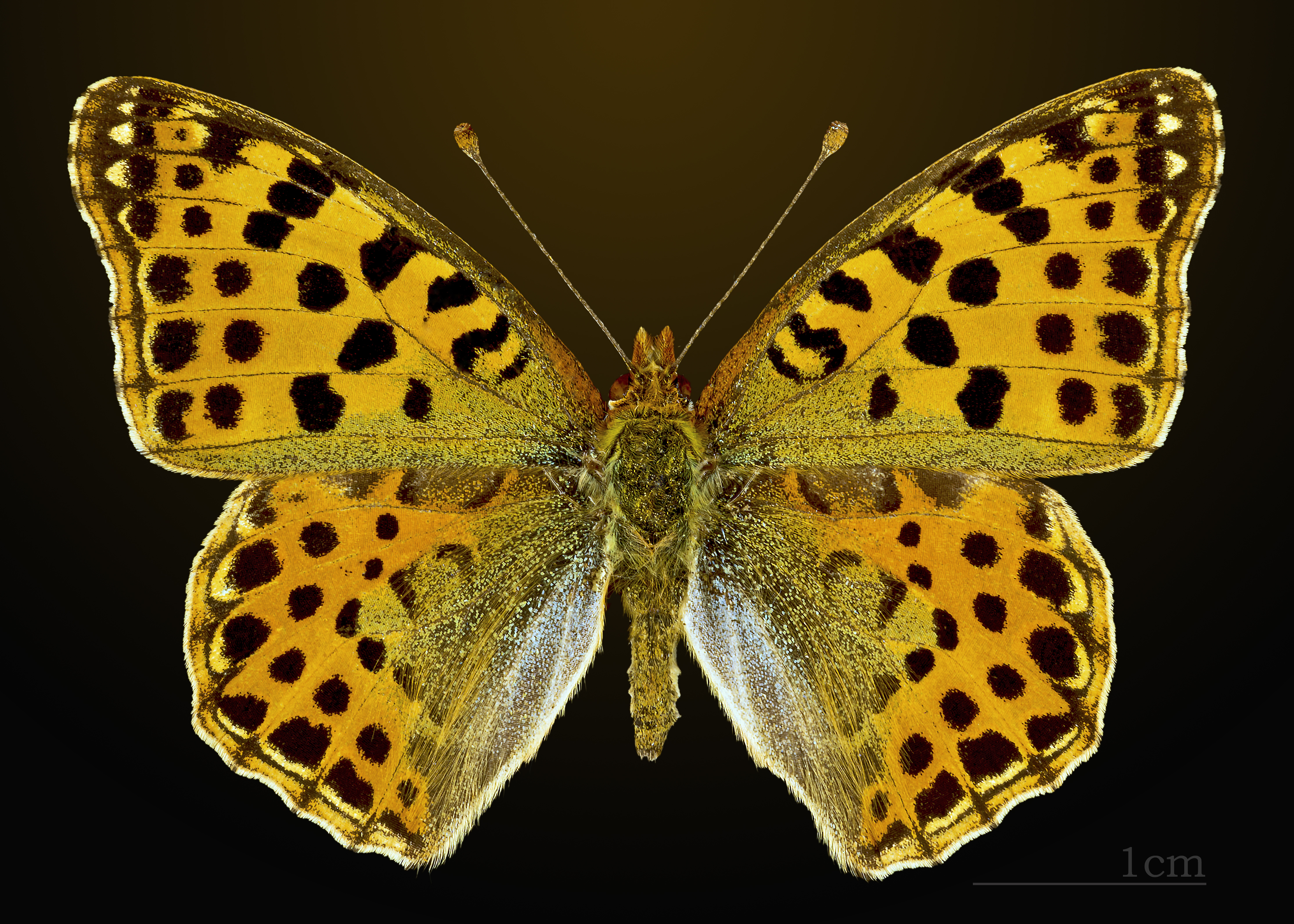
♂
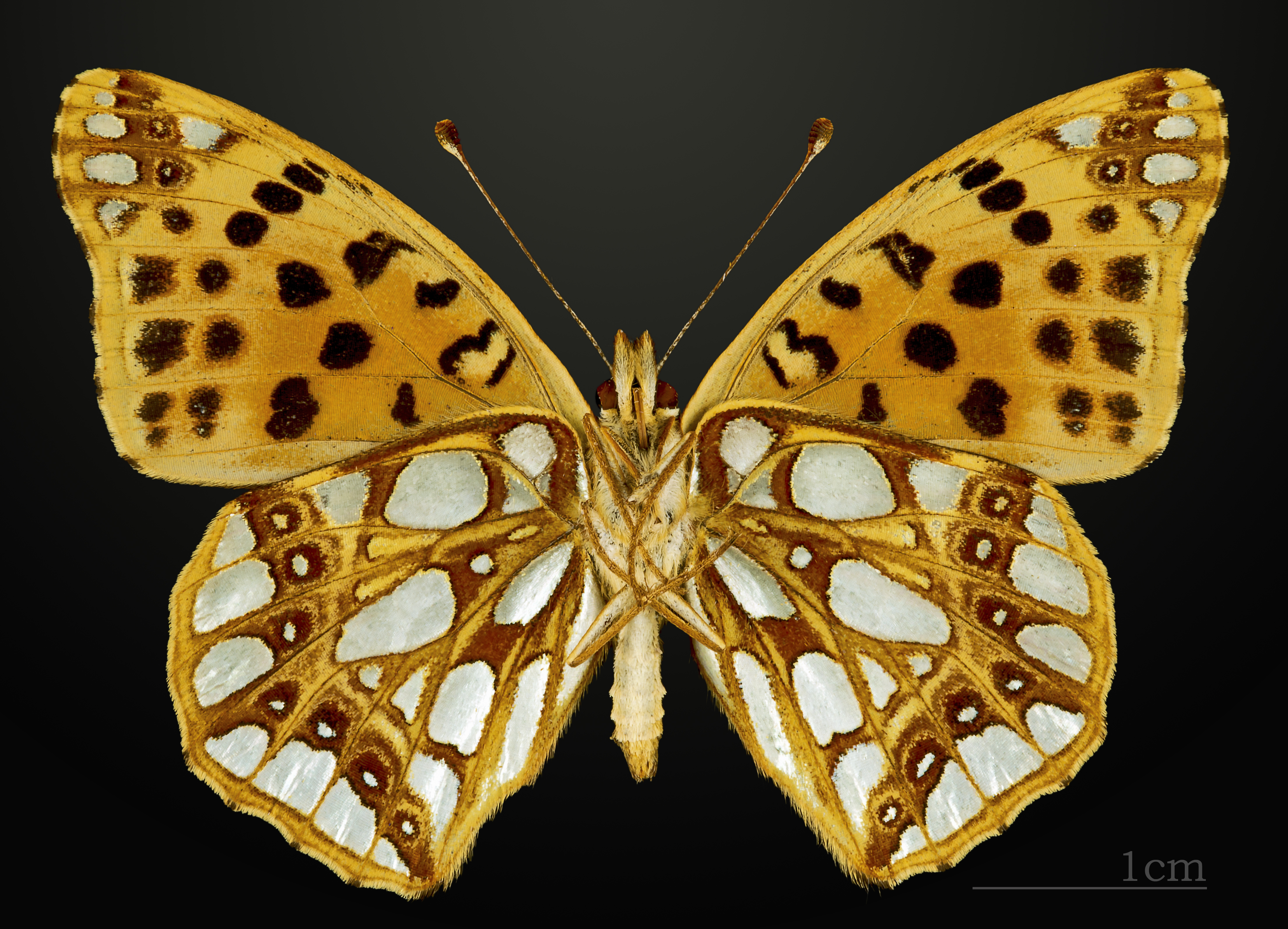
♂△
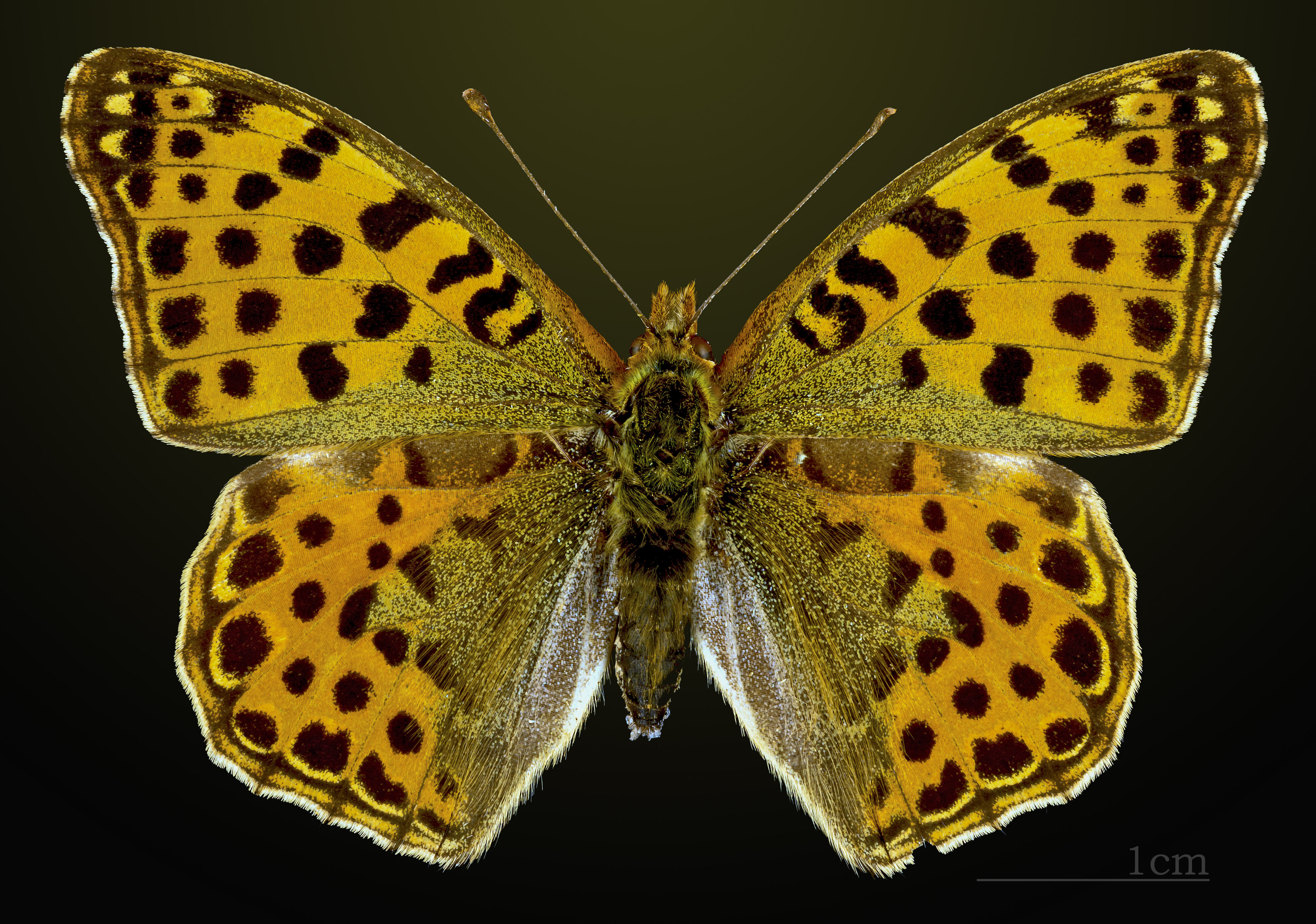
♀
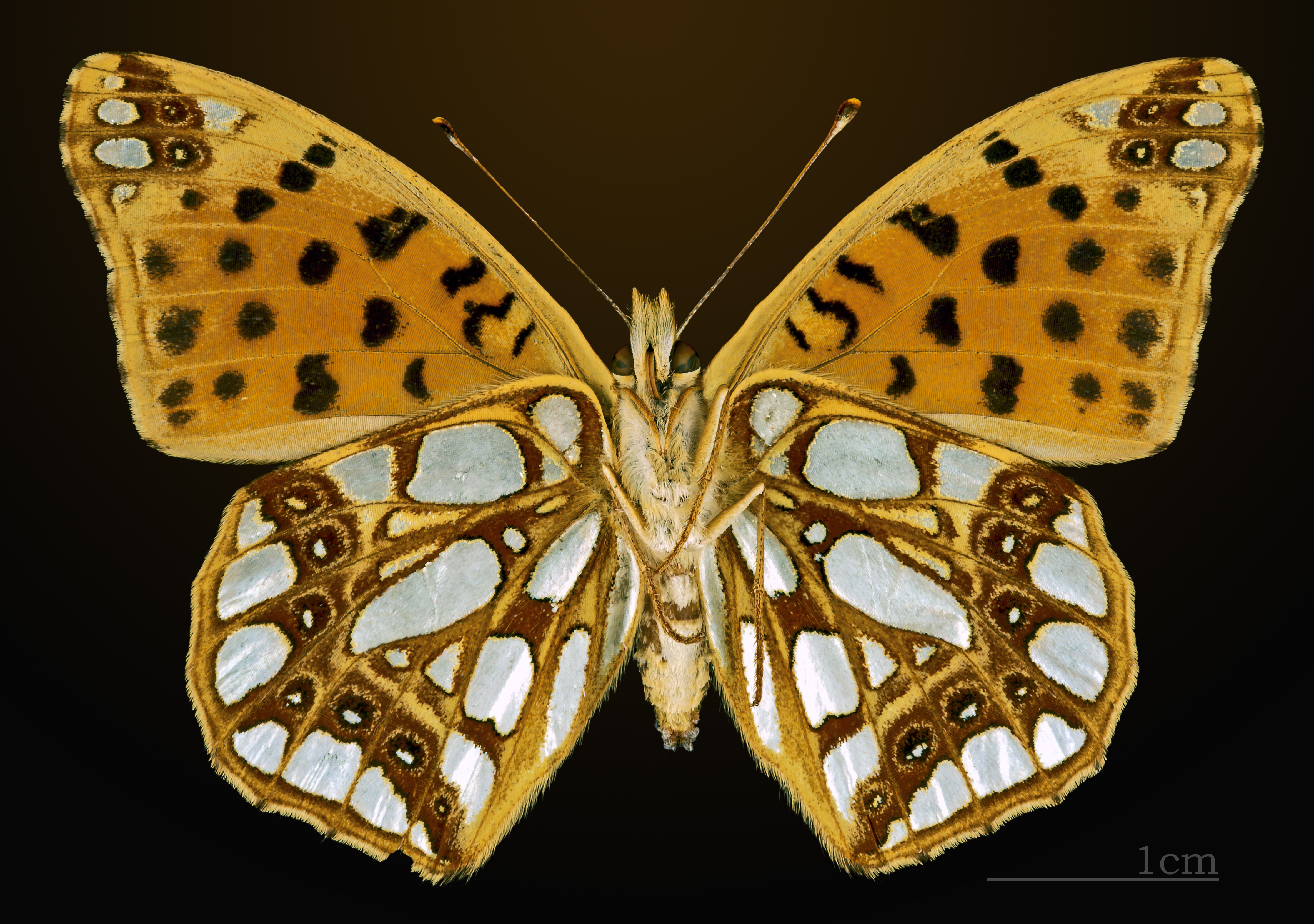
♀△

## Életmódja, élőhelye
Vándor faj; röpte ennek megfelelően gyors. Dél-Európából minden évben Európa északibb területeire nyomul (hasonképpen Ázsiában is (India, Kína). Magyarországon főleg a szárazabb vidékeken, legelőkön, köves helyeken gyakori. Pihenő helyzetben szárnyait kiterjesztve sütkérezik.
Egy évben három vagy négy nemzedéke repül (április-május, május-június, július-augusztus, szeptember-október).
A hernyó tápnövényei különböző ibolya fajok (Viola spp.). A hernyó vagy a báb telel át.

## Hasonló fajok
Magyarországon nincs.